# (26734) Terryfarrell
(26734) Terryfarrell ist ein Asteroid des mittleren Hauptgürtels, der am 23. April 2001 vom kanadischen Astronomen Hongkonger Herkunft William Kwong Yu Yeung am Desert Beaver Observatorium in der Nähe von Eloy, Arizona (IAU-Code 919) entdeckt wurde. Unbestätigte Sichtungen des Asteroiden hatte es vorher am 17. und 23. August 1998 (1998 QA43) sowie im Jahre 2000 (2000 AA172) an der Lincoln Laboratory Experimental Test Site (ETS) in Socorro, New Mexico gegeben.
Der Asteroid wurde am 28. März 2002 auf Vorschlag von William Kwong Yu Yeung nach Terry Farrell benannt, einem ehemaligen Fotomodell der Agentur Elite Model Management. Terry Farrell ist vor allem als Schauspielerin bekannt geworden. Ihre bekannteste Rolle war diejenige der Jadzia Dax bei Star Trek: Deep Space Nine. Eine weitere Schauspielerin aus Deep Space Nine, nach der ein von William Kwong Yu Yeung entdeckter Asteroid benannt ist, ist Nana Visitor. Nach ihr ist der Asteroid (26733) Nanavisitor benannt.